# مصطفى جمعة
مصطفى عطية جمعة (1969-) هو باحث وروائي وكاتب وناقد وأكاديمي مصري، حصل على شهادة الدكتوراه في البلاغة والنقد الأدبي من جامعة الفيوم في مصر في 2006، ويعمل محاضرًا في كلية التربية الأساسية (قسم اللغة العربية) في الهيئة العامة للتعليم التطبيقي والتدريب في الكويت. وهو عضو في كل من اتحاد كتاب مصر، ونادي القصة بالقاهرة، ورابطة الأدب الإسلامي العالمية، والجمعية المصرية للدراسات التاريخية. أصدر 35 كتابًا، وحصل على 15 جائزة دولية في مجالات الأدب والإبداع.
صدر له 26 عملا نقديا وادبيا في مجالات القصة والرواية والمسرح وأدب الطفل والنقد الأدبي والإسلاميات، من بينها: "وجوه الحياة" (مجموعة قصصية)، و"نثيرات الذاكرة" والتي حازت على الجائزة الأولى في الرواية، عن دار سعاد الصباح في 1999، و"دلالة الزمن في السرد الروائي" في 2001، و"شرنقة الحلم الأصفر" (رواية) في 2003. وكان من آخرها: "السرد في التراث العربي (رؤية معرفية جمالية) في 2017، و"القرن المحلق" (الرواية الأفريقية وأدب ما بعد الاستعمار) في 2017.
حصل على جائزة الطيب صالح العالمية للإبداع الكتابي في 2017 عن رواية «القرن المحلِّق: الرواية الإفريقية وما بعد الاستعمار».

## التعليم
حصل مصطفى على ليسانس آداب وتربية من قسم اللغة العربية في جامعة القاهرة في 1991، وفي 1993 حصل على دبلوم الدراسات العليا من معهد الدراسات الإسلامية في القاهرة، وعلى دبلوم الدراسات العليا في اللغة العربية من دار العلوم في العام ذاته، وفي 1999 حصل على دبلوم دار القرآن الكريم من الكويت.
حصل على ماجستير في النقد الأدبي من كلية دار العلوم بجامعة القاهرة في عام 2000، وفي 2006 حصل على دكتوراه في البلاغة والنقد الأدبي من دار العلوم بجامعة الفيوم، وكان عنوان دراسته «منهج الرواية وبنية الحكاية في كتاب الفرج بعد الشدة للتنوخي»، وفي 2019 حصل على ليسانس الترجمة في تخصص اللغة الإنجليزية من مركز التعليم المفتوح بجامعة القاهرة.

## أعماله

### دراسات نقدية وأدبية
- دلالة الزمن في السرد الروائي، نقد، جائزة النقد الأدبي، الشارقة، 2001م
- الظلال والأصداء، «مقاربات نقدية في الشعر والقص»، العلاقات النقدية الدولية، مؤسسة شمس للنشر والإعلام، 2014.[4]
- أشكال السرد في القرن الرابع الهجرى «كتاب الفرج بعد الشدة» للتنوخى نموذجاً، مركز الحضارة العربية للإعلام والنشر والدراسات، 2006، عدد الصفحات:512.[5]
- ما بعد الحداثة في الرواية العربية الجديدة (الذات - الوطن - الهوية)، مؤسسة الوراق للنشر والتوزيع، عمان، الأردن، 2011.[6][7]
- أصداء ما بعد الحداثة «بحوث في الشعرية والفن والتاريخ»، مؤسسة شمس للنشر والإعلام، 2019، عدد الصفحات:244.[8]
- شعرية الفضاء الإلكتروني «قراءة في منظور ما بعد الحداثة»، مؤسسة شمس للنشر والإعلام، 2016، عدد الصفحات:232.[9]
- الوعي والسرد، دار النسيم للطباعة والنشر، القاهرة، 2016.[10]
- اللحمة والسداة، نقد أدبي، سندباد للنشر، القاهرة، 2010.[11]
- السرد في التراث العربي: رؤية جمالية حضارية، دائرة الثقافة والإعلام، الشارقة، 2017.[12]
- القرن المحلِّق: الرواية الإفريقية وما بعد الاستعمار، منشورات جائزة الطيب صالح العالمية، الخرطوم، 2017.[13]
- الفصحى والعامية والإبداع الشعبي، مؤسسة شمس للنشر والإعلام، 2019، عدد الصفحات:292.[14][15]
- شرنقة التحيز الفكري: أنماط وتجليات ودراسات، دار شمس للنشر والتوزيع، القاهرة، 2019م.
- البنية والأسلوب، مؤسسة شمس للنشر والإعلام، 2020، عدد الصفحات:252.[16][17]
- عضو فريق التأليف في كتاب: التأريخ واشتغال الذاكرة في الرواية العربية، ببحث عنوانه: تمثيل التاريخ العربي وإشكالات التأريخ في الرواية التاريخية، جائزة كتارا للرواية العربية، 2019.

### روايات
- وجوه للحياة، مجموعة قصصية، نصوص 90، القاهرة، 1997م
- طفح القيح، مجموعة قصصية، مركز الحضارة العربية، القاهرة، 2005.[18]
- قطر الندى، مجموعة قصصية، الأدب الفلندي مترجم، مؤسسة شمس للنشر والإعلام، 2013.[19][20]
- شرنقة الحلم الأصفر، رواية، الجائزة الثانية في الرواية عن نادي القصة المصري، 2002.[21]
- نتوءات قوس قزح، رواية، سندباد للنشر، القاهرة، 2010.[22]
- المحطة الفضائية الدولية، رواية للأطفال، مكتب التربية العربي، الرياض.
- رواد فضاء الغد، روايتان للأطفال، منتدى الأدب الإسلامي، المركز العالمي للوسطية، الكويت 2014.

### إسلاميات
- هيكل سليمان (إسلاميات)، دار الفاروق للنشر، القاهرة، 2008.
- الرحمة المهداة، خلق الرحمة في شخصية الرسول، إسلاميات، مركز الإعلام العربي، القاهرة، 2011.
- الحوار في السيرة النبوية «وجادلهم بالتى هي أحسن»، مؤسسة شمس للنشر والإعلام، 2015، عدد الصفحات:160.[23]
- منهج الرسول في إدارة الأزمات، مؤسسة شمس للنشر والإعلام، 2018، عدد الصفحات:260.[24][25]
- وسطية الأسلام في حياتنا الفكرية «قضايا التجديد والثقافة المعاصرة»، مؤسسة شمس للنشر والإعلام، 2020، عدد الصفحات:284.[26][27]
- الحكم الراشد «رؤية إسلامية حضارية»، مؤسسة شمس للنشر والإعلام، 2020، عدد الصفحات:300.[28]
- الإسلام والتنمية المستدامة؛ تأصيل في ضوء الفقه وأصوله، مؤسسة شمس للنشر والإعلام، 2017، عدد الصفحات:256.[29]

### مسرحيات
- أمطار رمادية، مسرحية، مركز الحضارة العربية بالقاهرة، 2007.[30]
- مقيم شعائر النظام، مسرحيات، دار الأدهم للنشر، القاهرة، 2012.[31][32]
- سفينة العطش، مسرحية للأطفال، مكتب التربية العربي، الرياض.
- لكل جواب قصة، مسرحية للأطفال، منتدى الأدب الإسلامي، المركز العالمي للوسطية، الكويت 2014.
- سوق الكلام، مسرحيات، دار النسيم للطباعة والنشر، القاهرة، 2016.[33]
- نثيرات الذاكرة، الجائزة الأولى في الرواية، دار سعاد الصباح، القاهرة/ الكويت، 1999.[34]

## جوائز
- جائزة مسابقة الألوكة الدولية في مجال البحوث الإسلامية، عن كتاب «وسطية الإسلام في حياتنا الفكرية المعاصرة»، الرياض، 2017.
- جائزة الاستحقاق ضمن جوائز ناجي نعمان الأدبية، عن بحث «ما بعد الحداثة في السينما العالمية»، بيروت، 2017م .
- جائزة الطيب صالح في النقد الأدبي، العام 2017، عن كتاب «القرن المحلّق: الرواية الإفريقية وأدب ما بعد الاستعمار».
- جائزة مركز جيل للدراسات والبحوث عن بحث: النقد العربي والنقد الغربي (نهج التلقي والتفاعل والتقييم)، 2015.
- جائزة مختبر السرديات بالإسكندرية، عن بحث «اختراق الوعي في سرد محمد حافظ رجب»، 2011.
- جائزة اتحاد كتاب مصر (علاء الدين وحيد في النقد الأدبي) عن كتاب اللحمة والسداة، 2011.
- جائزة مكتب التربية العربي لدول الخليج العربية، في أدب الطفل، عن رواية المحطة الفضائية الدولية، ومسرحية سفينة العطش، 2011.
- جائزة المركز الأول في النقد الأدبي، مسابقة إحسان عبد القدوس، القاهرة 2009.
- الجائزة الأولى في الرواية، دار سعاد الصباح، الكويت، 1999.
- الجائزة الثالثة في النقد الأدبي، جائزة الشارقة، 2000.
- الجائزة الثانية في الرواية، نادي القصة، القاهرة، 2001.
- الجائزة الثانية، لجنة العلوم السياسية، المجلس الأعلى للثقافة، مصر، 1999، بحث مصر والعولمة.
- الجائزة الثالثة، مركز الخليج للدراسات السياسية والإستراتيجية، القاهرة/ البحرين، 2002، بحث مؤشرات التطور الديمقراطي في البحرين.
- أربع جوائز عن بحوث فكرية في مسابقة الكويت الدولية الإسلامية،
- ثلاث جوائز عن قصص قصيرة في مسابقة الكويت الدولية الإسلامية
- جائزة (المركز الثاني) في مسابقة الشخصيات الخيرية في الكويت، 2007م